# سيدني فاربر
سيدني فاربر (بالإنجليزية: Sidney Farber)‏ هو أستاذ جامعي وعالم أمريكي، ولد في 30 سبتمبر 1903 في بوفالو في الولايات المتحدة، وتوفي في 30 مارس 1973 في بوسطن في الولايات المتحدة.